# Metalobosia anitras
Metalobosia anitras là một loài bướm đêm thuộc phân họ Arctiinae, họ Erebidae.